# Warship Week

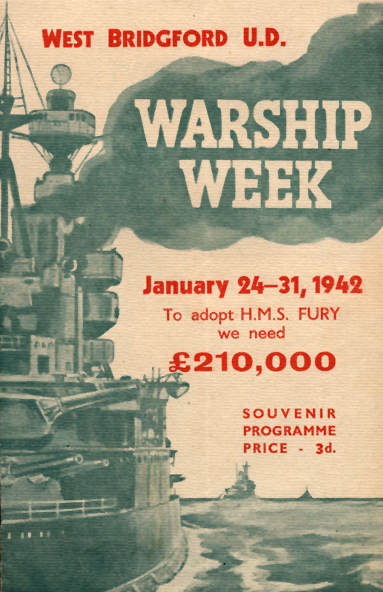
La Warship Week de West Bridgford pour adopter le.

Les Warship Weeks étaient des campagnes de levées de fonds nationales britanniques durant la Seconde Guerre mondiale qui se traduisaient par l'adoption d'un navire de guerre par une communauté civile.

## Campagnes

### Collecte de fonds locale
Un niveau d'épargne était établi pour lever suffisamment d'argent pour couvrir les coûts de construction d'un navire de guerre particulier. Le but était que les villes puissent lever suffisamment de monnaie pour construire des cuirassés et des porte-avions, tandis que les villages et petites villes pourraient financer des croiseurs et des destroyers. Une fois que la somme était réunie, la communauté adoptait le bateau et son équipage.
Des organisations caritatives locales, des églises et des écoles fournissaient aux équipages du navire adopté des gants, des chaussettes en laine et des cagoules. Les enfants écrivaient souvent des lettres et envoyaient des cartes à l'équipage. Lorsque possible, des officiers et des hommes du navire adopté se rendaient dans la communauté locale. Pour célébrer leur visite, un défilé était souvent organisé en leur honneur.
Le commandant du navire échangait des plaques, des objets et des photographies avec la ville ou la ville qui avait atteint l’objectif fixé, et une adoption commençait. Le nombre de navires de guerre adoptés a été supérieur à 1 200, nombre comprenant des cuirassés, des croiseurs, des destroyers et des dragueurs de mines.

### Épargne nationale
Entre 1941 et 1942, le concept d'épargne nationale a été introduit par le gouvernement britannique. Chaque région du pays s'est vu attribuer un objectif d'économies à réaliser`. Cela était basé sur la population de la région, chaque niveau général d’épargne ayant une classe de navire de guerre attribuée. Cela est devenu connu sous le nom de Semaine des navires de guerre, en raison de ses similitudes avec la Semaine des armes de guerre - qui consistait à remplacer le matériel perdu à Dunkerque grâce à une campagne d'épargne.

### Succès
Le montant total levé pour l'effort de guerre était de 955 611 589 £, ce qui équivaut à 42 000 000 000 £ en 2018. Une communauté parrainait un navire grâce à l'épargne individuelle en obligations d'État et en certificats d'épargne nationaux. Les campagnes ont été organisées par le Comité national d'épargne de guerre avec le soutien de l'Amirauté. Au total, 1 178 semaines de guerre ont été organisées pendant la campagne, impliquant au total 1 273 districts. Un communiqué de presse a cité l'adoption de huit cuirassés, quatre porte-avions, quarante-neuf croiseurs, trois cent un destroyers, vingt-cinq sous-marins, cent soixante-quatre corvettes et frégates et deux cent quatre-vingt-huit dragueurs de mines.

## Sources
- (en) Cet article est partiellement ou en totalité issu de l’article de Wikipédia en anglais intitulé « Warship Week » (voir la liste des auteurs).